# He Zi
He Zi (Nanning, 11 december 1990) is een Chinese schoonspringster. 
He Zi brak door bij het WK van 2007 in Melbourne met een gouden medaille op de eenmeterplank. Vier jaar later bij de WK van 2011 in Shanghai werd ze wereldkampioene synchroonspringen op de driemeterplank met Wu Minxia en won ze zilver op de driemeterplank achter dezelfde Wu Minxia. Deze prestaties herhaalde ze olympische spelen van 2012 in Londen. In 2016 won He wederom olympisch zilver individueel.
2000: Vera Iljina & Joelia Pachalina · 
2004: Wu Minxia & Guo Jingjing · 
2008: Wu Minxia & Guo Jingjing · 
2012: Wu Minxia & He Zi · 
2016: Wu Minxia & Shi Tingmao · 
2020: Shi Tingmao & Wang Han · 
2024: Chang Yani & Chen Yiwen